# جان ام آزبورن
جان ام آزبورن (به انگلیسی: John M. Osborn) یک کشتی بود که طول آن ۱۷۸ فوت (۵۴ متر) بود. این کشتی در سال ۱۸۸۲ ساخته شد.